# Album al numero uno della classifica FIMI nel 2000
La presente lista elenca gli album che hanno raggiunto la prima posizione nella classifica settimanale italiana Artisti, stilata durante il 2000 dalla Federazione Industria Musicale Italiana, in collaborazione con Nielsen.
| Settimana    | Settimana    | Album                              | Artista           | Settimane consecutive | Settimane totali | Fonte  |
| Inizio       | Fine         | Album                              | Artista           | Settimane consecutive | Settimane totali | Fonte  |
| ------------ | ------------ | ---------------------------------- | ----------------- | --------------------- | ---------------- | ------ |
| 7 gennaio    | 14 gennaio   | No Man's Land                      | Hevia             | 1                     | 4                | [ 1 ]  |
| 14 gennaio   | 20 gennaio   | Io non so parlar d'amore           | Adriano Celentano | 2                     | 11               | [ 2 ]  |
| 21 gennaio   | 27 gennaio   | Io non so parlar d'amore           | Adriano Celentano | 2                     | 11               | [ 3 ]  |
| 28 gennaio   | 3 febbraio   | No Man's Land                      | Hevia             | 1                     | 4                | [ 4 ]  |
| 4 febbraio   | 10 febbraio  | Stagioni                           | Francesco Guccini | 1                     | 1                | [ 5 ]  |
| 11 febbraio  | 17 febbraio  | Io non so parlar d'amore           | Adriano Celentano | 1                     | 11               | [ 6 ]  |
| 18 febbraio  | 24 febbraio  | No Man's Land                      | Hevia             | 1                     | 4                | [ 7 ]  |
| 25 febbraio  | 2 marzo      | Standing on the Shoulder of Giants | Oasis             | 1                     | 1                | [ 8 ]  |
| 3 marzo      | 9 marzo      | No Man's Land                      | Hevia             | 1                     | 4                | [ 9 ]  |
| 10 marzo     | 6 marzo      | Supernatural                       | Santana           | 6                     | 12               | [ 10 ] |
| 17 marzo     | 23 marzo     | Supernatural                       | Santana           | 6                     | 12               | [ 11 ] |
| 24 marzo     | 30 marzo     | Supernatural                       | Santana           | 6                     | 12               | [ 12 ] |
| 31 marzo     | 6 aprile     | Supernatural                       | Santana           | 6                     | 12               | [ 13 ] |
| 7 aprile     | 13 aprile    | Supernatural                       | Santana           | 6                     | 12               | [ 14 ] |
| 14 marzo     | 20 aprile    | Supernatural                       | Santana           | 6                     | 12               | [ 15 ] |
| 21 aprile    | 27 aprile    | Né buoni né cattivi                | Piero Pelù        | 1                     | 1                | [ 16 ] |
| 28 aprile    | 4 maggio     | Supernatural                       | Santana           | 5                     | 12               | [ 17 ] |
| 5 maggio     | 11 maggio    | Supernatural                       | Santana           | 5                     | 12               | [ 18 ] |
| 12 maggio    | 18 maggio    | Supernatural                       | Santana           | 5                     | 12               | [ 19 ] |
| 19 maggio    | 25 maggio    | Supernatural                       | Santana           | 5                     | 12               | [ 20 ] |
| 26 maggio    | 1º giugno    | Supernatural                       | Santana           | 5                     | 12               | [ 21 ] |
| 2 giugno     | 8 giugno     | Crush                              | Bon Jovi          | 1                     | 1                | [ 22 ] |
| 9 giugno     | 15 giugno    | Supernatural                       | Santana           | 1                     | 12               | [ 23 ] |
| 16 giugno    | 22 giugno    | ...Squérez?                        | Lùnapop           | 13                    | 13               | [ 24 ] |
| 23 giugno    | 29 giugno    | ...Squérez?                        | Lùnapop           | 13                    | 13               | [ 25 ] |
| 30 giugno    | 6 luglio     | ...Squérez?                        | Lùnapop           | 13                    | 13               | [ 26 ] |
| 7 luglio     | 13 luglio    | ...Squérez?                        | Lùnapop           | 13                    | 13               | [ 27 ] |
| 14 luglio    | 20 luglio    | ...Squérez?                        | Lùnapop           | 13                    | 13               | [ 28 ] |
| 21 luglio    | 27 luglio    | ...Squérez?                        | Lùnapop           | 13                    | 13               | [ 29 ] |
| 28 luglio    | 3 agosto     | ...Squérez?                        | Lùnapop           | 13                    | 13               | [ 30 ] |
| 4 agosto     | 10 agosto    | ...Squérez?                        | Lùnapop           | 13                    | 13               | [ 31 ] |
| 11 agosto    | 17 agosto    | ...Squérez?                        | Lùnapop           | 13                    | 13               | [ 32 ] |
| 18 agosto    | 24 agosto    | ...Squérez?                        | Lùnapop           | 13                    | 13               | [ 33 ] |
| 25 agosto    | 31 agosto    | ...Squérez?                        | Lùnapop           | 13                    | 13               | [ 34 ] |
| 1º settembre | 7 settembre  | ...Squérez?                        | Lùnapop           | 13                    | 13               | [ 35 ] |
| 8 settembre  | 14 settembre | ...Squérez?                        | Lùnapop           | 13                    | 13               | [ 36 ] |
| 15 settembre | 21 settembre | Music                              | Madonna           | 1                     | 1                | [ 37 ] |
| 22 settembre | 28 settembre | Sailing to Philadelphia            | Mark Knopfler     | 1                     | 2                | [ 38 ] |
| 29 settembre | 5 ottobre    | Cento di queste vite               | Pooh              | 2                     | 2                | [ 39 ] |
| 6 ottobre    | 12 ottobre   | Cento di queste vite               | Pooh              | 2                     | 2                | [ 40 ] |
| 13 ottobre   | 19 ottobre   | Sailing to Philadelphia            | Mark Knopfler     | 1                     | 2                | [ 41 ] |
| 20 ottobre   | 26 ottobre   | Greatest Hits                      | Lenny Kravitz     | 1                     | 1                | [ 42 ] |
| 27 ottobre   | 2 novembre   | All That You Can't Leave Behind    | U2                | 2                     | 2                | [ 43 ] |
| 3 novembre   | 9 novembre   | All That You Can't Leave Behind    | U2                | 2                     | 2                | [ 44 ] |
| 10 novembre  | 16 novembre  | Esco di rado e parlo ancora meno   | Adriano Celentano | 1                     | 7                | [ 45 ] |
| 17 novembre  | 23 novembre  | The Beatles 1                      | The Beatles       | 9                     | 9                | [ 46 ] |
| 24 novembre  | 30 novembre  | The Beatles 1                      | The Beatles       | 9                     | 9                | [ 47 ] |
| 1º dicembre  | 7 dicembre   | The Beatles 1                      | The Beatles       | 9                     | 9                | [ 48 ] |
| 8 dicembre   | 14 dicembre  | The Beatles 1                      | The Beatles       | 9                     | 9                | [ 49 ] |
| 15 dicembre  | 21 dicembre  | The Beatles 1                      | The Beatles       | 9                     | 9                | [ 50 ] |
| 22 dicembre  | 28 dicembre  | The Beatles 1                      | The Beatles       | 9                     | 9                | [ 51 ] |
| 29 dicembre  | 4 gennaio    | The Beatles 1                      | The Beatles       | 9                     | 9                | [ 52 ] |

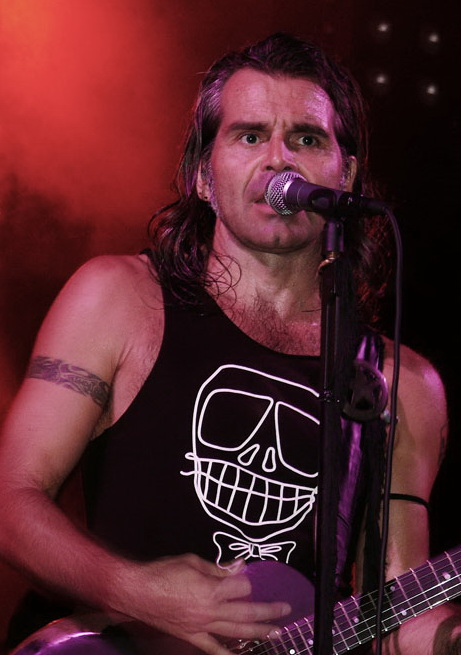
Piero Pelù debutta, dopo la sua dipartita dai Litfiba, direttamente al numero 1 con il primo album da solista Né buoni né cattivi

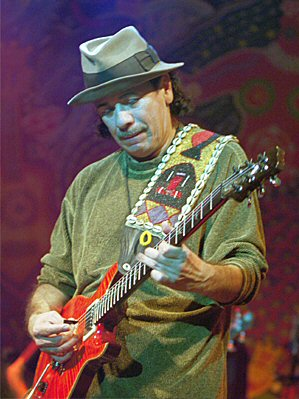
Il chitarrista Santana, il cui album del 1999 Supernatural rimase per dodici settimane alla posizione numero 1 in Italia

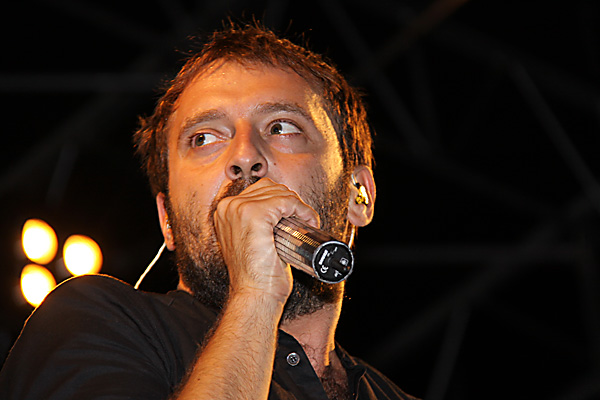
Cesare Cremonini ha esordito come frontman della band bolognese Lùnapop, il cui debutto ...Squérez? è l'album italiano più venduto dell'anno 2000

I Beatles in concerto a Roma nel 1965. In occasione del trentennale del loro scioglimento fu pubblicata la raccolta The Beatles 1

L'album che nel 2000 ha passato più tempo in vetta alla classifica di vendita è ...Squérez? dei Lùnapop (13 settimane consecutive).